# Addington (Kent)
Addington – wieś w Anglii, w hrabstwie Kent, w dystrykcie Tonbridge and Malling. Leży 13 km na zachód od miasta Maidstone i 41 km na południowy wschód od centrum Londynu.